# Pháo Ho-155
Pháo Ho-155 30 mm là pháo tự động dùng trên máy bay của Lục quân Nhật được sử dụng trong Chiến tranh thế giới thứ hai. Chúng hay bị gọi nhầm là Ho-105 hay Ho-151. Một phiên bản gọn nhẹ hơn gọi là Ho-155-II đang được thiết kế gần cuối cuộc chiến 

## Phát triển

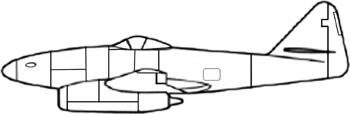
Nếu chiến tranh tiếp tục kéo dài,khẩu Ho-155-II rất có thể được trên chiếc phản lực Karyu Ki-201

Ho-155-I bắt đầu được phát triển vào năm 1942 dưới nguyên lý là một phiên bản phóng to và sửa đổi của pháo Ho-5 20 mm, mà chính nó đã là phiên bản phóng to của khẩu pháo Browning 50 li Model 1921 dùng trên máy bay. Dự án bắt đầu phát triển khẩu Ho-155-I vào khoảng năm 1943/44 và cuối năm 1944 bắt đầu phát triển và sản xuất khẩu Ho-155-II. Khẩu Ho-1255-II được thiết kế để vùa khớp với các khoang cánh hẹp hơn của các máy bay chiến đấu mới như Ki-84-Ic, Ki-102 và dự án đang thiết kế Ki-201 trang bị động cơ phản lực.

## Thông tin hoạt động
Cả hai khầu Ho-155-I và Ho-155-II được sản xuất đồng thời tại Nagoya bởi Quân xưởng Lục quân Nagoya. Khi cuộc chiến tranh kéo dài dẫn đến tình trạng thiếu nguyên liệu, không biết có bao nhiêu khẩu được sản xuất hoặc bao nhiêu tham gia chiến đấu thực sự. Tuy nhiên, nó đã trở thành một ví dụ điển hình về độ tin cậy và đa năng của súng máy Browning và các biến thể của nó.